# Kai Asakura
Kai Asakura (jap. 朝倉 海  Asakura Kai,; ur. 31 października 1993 w Toyohashi) - japoński zawodnik mieszanych sztuk walki (MMA) walczący w kategorii koguciej. W 2020 i 2023 roku był mistrzem Rizin FF w wadze koguciej. Aktualnie związany z największą organizacją MMA na świecie - UFC.
Oprócz kariery w mieszanych sztukach walki jest także popularnym YouTuberem w Japonii, który zdobył ponad 616 000 subskrybentów w niecały rok i zgromadził ponad 441 milionów wyświetleń od czerwca 2019.

## Wczesne życie
W szkole podstawowej trenował karate i sumo, a także przez trzy lata trenował siatkówkę.
Kai i jego brat Mikuru Asakura spędzili większość swojego dzieciństwa, biorąc udział w licznych bójkach ulicznych. Bracia często też ze sobą walczyli, czemu Kai przypisuje swoją wytrzymałość jako profesjonalnego zawodnika MMA. Gdy wkraczali w wiek młodzieńczy, za namową terapeuty matka zapisała ich na zajęcia boksu.
Kiedy był uczniem trzeciego roku w Liceum Technicznym Prefektury Toyohashi w Aichi, jego brat zabrał go do klubu Zen Dokai Toyohashi Dojo, gdzie został wprowadzony do mieszanych sztuk walki.

## Osiągnięcia

### Mieszane sztuki walki
- 2014: Zwycięzca Amateur Outsider Fighting Network Rings w wadze koguciej
- 2016: Mistrz Fighting Network Rings w limicie -60 kg
- 2020: Mistrz Rizin FF w wadze koguciej[8]
- 2021: Finalista turnieju Rizin FF Grand Prix w wadze koguciej[9]
- 2023: Mistrz Rizin FF w wadze koguciej[10]

## Lista zawodowych walk MMA
| Wynik     | Bilans | Przeciwnik (bilans przed walką)  | Rozstrzygnięcie                             | Runda | Czas | Rozgrywki                              | Data       | Miejsce   | Uwagi                                                                    |
| --------- | ------ | -------------------------------- | ------------------------------------------- | ----- | ---- | -------------------------------------- | ---------- | --------- | ------------------------------------------------------------------------ |
| Przegrana | 21-6   | Tim Elliott (20-13-1)            | Poddanie (duszenie gilotynowe)              | 2     | 4:39 | UFC 319                                | 16.08.2025 | Chicago   |                                                                          |
| Przegrana | 21-5   | Alexandre Pantoja (28-5)         | Poddanie (duszenie zza pleców)              | 2     | 2:05 | UFC 310                                | 07.12.2024 | Las Vegas | Debiut w UFC. Pojedynek o pas mistrzowski UFC w wadze muszej. Main Event |
| Wygrana   | 21-4   | Juan Archuleta (29-4)            | TKO (kolano na korpus i ciosy pięściami)    | 2     | 3:20 | Rizin 45                               | 31.12.2023 | Saitama   | Zdobył pas mistrzowski Rizin FF w wadze koguciej. Co-Main Event          |
| Wygrana   | 20-4   | Yuki Motoya (33-10)              | KO (kolano na korpus)                       | 3     | 2:25 | Rizin 42                               | 06.05.2023 | Tokio     |                                                                          |
| Przegrana | 19-4   | Hiromasa Ougikubo (24-5-2)       | Decyzja (jednogłośna)                       | 3     | 5:00 | Rizin 33                               | 31.12.2021 | Saitama   | Finał turnieju Rizin FF Grand Prix 2021 w wadze koguciej                 |
| Wygrana   | 19-3   | Kenta Takizawa (13-7)            | Decyzja (jednogłośna)                       | 3     | 5:00 | Rizin 33                               | 31.12.2021 | Saitama   | Półfinał turnieju Rizin FF Grand Prix 2021 w wadze koguciej              |
| Wygrana   | 18-3   | Alan Yoshihiro Yamaniha (19-8-4) | Decyzja (jednogłośna)                       | 3     | 5:00 | Rizin 30                               | 19.09.2021 | Saitama   | Ćwierćfinał turnieju Rizin FF Grand Prix 2021 w wadze koguciej           |
| Wygrana   | 17-3   | Shooto Watanabe (22-5-6)         | TKO (ciosy pięściami)                       | 1     | 3:22 | Rizin 28                               | 13.06.2021 | Tokio     | Runda otwierająca turniej Rizin FF Grand Prix 2021 w wadze koguciej      |
| Przegrana | 16-3   | Kyōji Horiguchi (28-3)           | KO (ciosy w stójce i parterze)              | 1     | 2:48 | Rizin 26                               | 31.12.2020 | Saitama   | Stracił pas mistrzowski Rizin FF w wadze koguciej                        |
| Wygrana   | 16-2   | Shoji Maruyama (18-12-1)         | TKO (ciosy pięściami i soccer kicki)        | 1     | 2:37 | Rizin 24                               | 27.09.2020 | Saitama   |                                                                          |
| Wygrana   | 15-2   | Hiromasa Ougikubo (20-4-2)       | KO (kolano i soccer kicki)                  | 1     | 4:32 | Rizin 23                               | 10.08.2020 | Jokohama  | Zdobył wakujący pas mistrzowski Rizin FF w wadze koguciej                |
| Przegrana | 14-2   | Manel Kape (14-4)                | TKO (ciosy pięściami)                       | 2     | 0:38 | Rizin 20                               | 31.12.2019 | Saitama   | Pojedynek o wakujący pas mistrzowski Rizin FF w wadze koguciej           |
| Wygrana   | 14-1   | Ulka Sasaki (22-7-2)             | TKO (złamana szczęka)                       | 1     | 0:54 | Rizin 19                               | 12.10.2019 | Osaka     |                                                                          |
| Wygrana   | 13-1   | Kyōji Horiguchi (28-2)           | TKO (prawy sierpowy)                        | 1     | 1:07 | Rizin 18                               | 18.08.2019 | Nagoja    |                                                                          |
| Wygrana   | 12-1   | Je Hoon Moon (11-11)             | Decyzja (jednogłośna)                       | 3     | 5:00 | Rizin: Heisei's Last Yarennoka!        | 30.12.2018 | Saitama   |                                                                          |
| Wygrana   | 11-1   | Thanongsaklek Chuwattana (6-1)   | Decyzja (jednogłośna)                       | 3     | 5:00 | Rizin 13                               | 30.09.2018 | Saitama   |                                                                          |
| Wygrana   | 10-1   | Manel Kape (11-2)                | Decyzja (niejednogłośna)                    | 3     | 5:00 | Rizin 10                               | 06.05.2018 | Fukuoka   |                                                                          |
| Wygrana   | 9-1    | Kizaemon Saiga (3-3)             | TKO (ciosy pięściami i kolana)              | 2     | 2:34 | Rizin World Grand Prix 2017: 2nd Round | 29.12.2017 | Saitama   | Debiut w Rizin FF                                                        |
| Przegrana | 8-1    | Je Hoon Moon (9-9)               | KO (ciosy pięściami)                        | 3     | 2:38 | Road FC 039                            | 10.06.2017 | Seul      |                                                                          |
| Wygrana   | 8-0    | Alateng Heili (10-6-1)           | KO (kolana i ciosy pięściami)               | 1     | 0:29 | Road FC 037                            | 11.03.2017 | Seul      |                                                                          |
| Wygrana   | 7-0    | Yoichi Oi (0-0)                  | TKO (ciosy pięściami)                       | 1     | 4:52 | Rings: The Outsider 42                 | 04.09.2016 | Aichi     | Zdobył pas mistrzowski Fighting Network Rings w limicie -60 kg           |
| Wygrana   | 6-0    | Xiaoyang Liu (2-2)               | Poddanie (duszenie zza pleców)              | 1     | 1:49 | Road FC 032                            | 02.07.2016 | Changsha  | Debiut w Road FC                                                         |
| Wygrana   | 5-0    | Jong Hyun Kwak (4-3)             | TKO (ciosy pięściami)                       | 1     | 4:04 | Rings: The Outsider 38                 | 13.12.2015 | Tokio     |                                                                          |
| Wygrana   | 4-0    | Jung Bin Choi (0-0)              | Poddanie (duszenie d'Arce)                  | 1     | 2:21 | Rings: The Outsider 37                 | 06.09.2015 | Shizuoka  |                                                                          |
| Wygrana   | 3-0    | Keigo Takayama (2-1)             | TKO (ciosy pięściami)                       | 1     | 0:40 | Rings: The Outsider 36                 | 19.07.2015 | Tokio     |                                                                          |
| Wygrana   | 2-0    | Satoru Date (2-4-5)              | TKO (ciosy pieściami)                       | 2     | 3:36 | Rings: The Outsider 35                 | 17.05.2015 | Tokio     |                                                                          |
| Wygrana   | 1-0    | Tomoya Suzuki (0-0)              | Poddanie (dźwignia prosta na staw łokciowy) | 1     | 2:34 | Deep: Cage Impact 2012                 | 16.09.2012 | Shizuoka  | Debiut w zawodowym MMA                                                   |